# Marquesado de Rianzuela
El marquesado de Rianzuela es un título nobiliario español de carácter hereditario concedido por el rey Carlos II el 10 de agosto de 1679 en favor de Fernando Antonio Solís Esquivel y Pérez de Barradas.
Su nombre hace referencia al lugar de Rianzuela, actualmente un despoblado en la provincia de Sevilla. El actual titular es Juan Peche Marín-Lázaro, que ocupa el undécimo lugar en la línea de sucesión al título.

## Semblanza del linaje
Los Solís Manrique compraron el señorío de Ojén (Málaga) en el año 1513, y el de Rianzuela (Sevilla) en 1576, villa que terminó por despoblarse, hoy ubicada en el actual término municipal de Bollullos de la Mitación.
Basaron su prosperidad en sus mayorazgos y en sus propiedades agrícolas situadas en distintas zonas del reino de Sevilla. Tuvieron propiedades rurales en varias zonas del reino de Sevilla, como la comarca del Aljarafe, Los Palacios, Carmona, El Arahal y Alcalá de Guadaíra. Los Solís fueron propietarios de gran parte del actual término municipal de Bollullos de la Mitación, al contar con la dehesa de Rianzuela, así como con las heredades de La Boyana y La Juliana (desde 1672). Además, también contaron con la dehesa de la Torre dela Granja y su señorío, en el término de Jerez de los Caballeros.
Además, lograron importantes enlaces familiares que les permitieron continuar escalando socialmente, hasta llegar a formar parte de la nobleza titulada al recibir el marquesado de Rianzuela (1679).

## Marqueses de Rianzuela
- Fernando Antonio de Solís Esquivel y Pérez de Barradas (baut. Parroquia de San Miguel, Sevilla, 3 de octubre de 1646-octubre de 1683), I marqués de Rianzuela, hijo de Francisco Gaspar de Solís Manrique y Cerón Tavera, V señor de Ojén y III señor de Rianzuela, y de su segunda esposa, Juana de Barradas Portocarrero y Aguayo.[5] Fue uno de los cofundadores de la Real Maestranza de Caballería de Sevilla en 1670.[6] Otorgó testamento el 2 de octubre de 1646, un día antes de fallecer, pidiendo sepultura en la iglesia del Hospital de San Antonio Abad en Sevilla.[7] Obtuvo el título el 10 de agosto de 1679[2] después de pagar 30 000 ducados de vellón según consta en acta notarial: «Decimos que su majestad que Dios guarde, ha sido servido de hacer merced a mí el dicho don Fernando de Solís de tal marqués de Rianzuela, y por la dicha merced ofrecimos servir a su majestad con 30 000 ducados de vellón».[2]  El Real Despacho se expidió el 1 de noviembre de 1693, con vizcondado previo de Rianzuela, a favor de su hijo que sería el II marqués.[2][a]

Contrajo matrimonio el 2 de diciembre de 1663 con Lucrecia María Federigui y Bucarelli (1648-1689), hija de Luis de Federigui, caballero de la Orden de Calatrava, alférez mayor de Sevilla, y señor de Paterna y Escacena del Campo, y de su primera esposa, Gema María Jerónima de Bucarelli. Le sucedió su hijo:
- Francisco Gaspar de Solís Manrique y Federigui (baut. 17 de octubre de 1665-1706), II marqués de Rianzuela.[9]

Casó con Mariana Fernández de Córdoba y Bazán, parienta suya por ser bisnieta de Francisco Gaspar de Solís Manrique y Tavera, abuelo del II marqués. Era hija de Nicolás Fernández de Córdoba y Ponce de León y de Lorenza Bazán y Solís, señores de La Granja y después marqueses el 30 de agosto de 1679. Francisco Gaspar falleció en 1706 y su esposa en 1705, dejando ocho hijos que aún eran menores de edad. Le sucedió su hijo primogénito.
- Fernando Florencio de Solís y Fernández de Córdoba (Jerez de los Caballeros, ¿?-1771), III marqués de Rianzuela y regidor perpetuo de Jerez de los Caballeros.[12]

Casó el 20 de abril de 1712 con Antonia Nieto y Gutiérrez. Su hijo primogénito, Fernando de Solís y Nieto, que se había casado con Brígida de Tous de Monsalve y Clarebout, falleció antes que su padre y el título marquesal pasó a su nieto. Su hijo segundogénito fue Luis Francisco de Solís y Nieto, casado con María Catalina Quintano y Vargas-Machuca, padres de Fernando de Solís y Quintano, I marqués de San Fernando.
- Alonso de Solís Tous de Monsalve (1752[6]-Jerez de los Caballeros, 5 de agosto de 1822), IV marqués de Rianzuela desde el 18 de febrero de 1772, nieto del III marqués, fue regidor perpetuo de Jerez de los Caballeros y caballero de la Real Maestranza de Sevilla.[14]

Contrajo primeras nupcias con su prima hermana María del Pilar Solís y Solís, y en segundas con Concepción Gutiérrez de los Ríos, hija de Fernando de los Ríos y de Margarita Teruel. Solo tuvo descendencia de su primer matrimonio. Su primogénito, Fernando de Solís y Solís, casado con María de la Encarnación Mendoza González Torres de Navarra, no tuvo descendencia. Le sucedió su hijo segundo.
- Luis de Solís y Solís, V marqués de Rianzuela, casado con Luisa Manso y Español.[17] Su padre le había cedido el título pero falleció antes que su progenitor que recuperó el título que lo heredó después su nieto, Luis de Solís y Manso.[18][19]

- Luis de Solís y Manso (baut. Jerez de los Caballeros, 8 de marzo de 1800-21 de febrero de 1868), VI marqués de Rianzuela desde el 5 de agosto de 1822[18] y VIII conde de Benazuza en 1838 por fallecimiento de la VII condesa.[19]

Casó con su prima hermana, Petra María Josefa Eufrasia Manso y Soto,IV condesa del Prado.  Le sucedió su hijo.
- Luis María de Solís y Manso (m. París, 5 de febrero de 1892), VII marqués de Rianzuela desde 1868, V conde del Prado[21] y IX conde de Benazuza, título que su padre le cedió el 22 de diciembre de 1856 y él, a su vez, lo cedió a su hija Petra de Solís y Acuña por Real Carta de Sucesión del 21 de febrero de 1869.[20][22] Fue un diplomático con cargo en la embajada de España en Roma.[22]

Casó el 20 de junio de 1848 en Andújar con Francisca de Paula Acuña y Espinosa de los Monteros. Le sucedió su sobrino nieto.
- José María Peche Valle (Jerez de los Caballeros, 29 de octubre de 1863[23]-Badajoz, 6 de enero de 1947), VIII marqués de Rianzuela, diputado a Cortes entre 1894-96, 1896-98 representando el partido judicial/distrito electoral de Jerez de los Caballeros-Fregenal de la Sierra,[24] senador por Badajoz en 1903-04.[23] Era hijo de Juan José Peche Conejo y Francisca de Paula de Valle y Solís.[25]

Casó el 9 de marzo de 1890 con Josefa Cabeza de Vaca y Soprani (Villafranca, 22 de febrero de 1864-Badajoz, 7 de abril de 1946).  Le sucedió su hijo.
- Juan José Peche y Cabeza de Vaca (Jerez de los Caballeros, 20 de septiembre de 1894-Badajoz, 9 de noviembre de 1949), IX marqués de Rianzuela.

Contrajo matrimonio en Burgos el 19 de diciembre de 1938 con Carmen Primo de Rivera y Sáenz de Heredia (m. Villafranca de los Barros, 4 de mayo de 1956), hija de Miguel Primo de Rivera y Orbaneja y hermana de José Antonio Primo de Rivera. Le sucedió su hijo.
- José Antonio Peche Primo de Rivera (Madrid, 18 de diciembre de 1939-Jerez de los Caballeros, 27 de junio de 2012),[27] X marqués de Rianzuela.[25]

Casó el 26 de mayo de 1966 con Carmen Marín Lázaro Angulo /n. Madrid, 14 de agosto de 1939), hija de Rafael Marín Lázaro y Leonor Angulo y García Diego.  En 2004 cedió el título a su hijo.
- Juan Peche Marín-Lázaro (n. Madrid, 8 de agosto de 1968),[25] XI marqués de Rianzuela.[28]